# George Armitage Miller
George Armitage Miller (ur. 3 lutego w 1920 w Charleston, zm. 22 lipca 2012) – amerykański psycholog, pionier psychologii poznawczej. 

## Kariera naukowa
Bakalaureat (B.A.) z historii i lingwistyki uzyskał na Uniwersytecie Alabamy w 1940, magisterium (M.A.) na tej samej uczelni w 1941. Następnie otrzymał magisterium z psychologii (1944) i doktorat (1946) na Uniwersytecie Harvarda. Podczas II wojny światowej służył w Army Signal Corps. Później pracował jako wykładowca i badacz na Uniwersytecie Harvarda, w Massachusetts Institute of Technology i na Rockefeller University. W 1979 został zatrudniony na Princeton University. W 1990 przeszedł na emeryturę. Zmarł w Plainsboro w stanie New Jersey.
W swojej pracy wyszedł od behawioryzmu, ale szybko zauważył ograniczenia tej metody. Jednym z odkryć uczonego, było stwierdzenie, że pamięć krótkotrwała człowieka może przechowywać około siedmiu jednostek informacji, jak to ujął siedem plus minus dwie. Obserwację tę zawarł w artykule The Magical Number Seven, Plus or Minus Two: Some Limits on Our Capacity for Processing Information, opublikowanym w 1956. Za centralną cechę procesów myślowych człowieka uważał redukcję przekazu do mniejszej liczby jednostek o większej pojemności znaczeniowej. W 1960 wraz z Eugene’em Galanterem i Karlem Pribramem zaproponował nową metodę eksperymentalną, którą nazwali TOTE (od pierwszych liter słów test, operate, test, exit oznaczających kolejne etapy badania). W 1960 razem z Jerome’em S. Brunerem założył Harvard Center for Cognitive Studies. W 1986 pomagał przy założeniu Princeton Cognitive Science Laboratory. Był członkiem American Academy of Arts and Sciences (1957), National Academy of Sciences (1962) i członkiem zagranicznym Królewskiej Holenderskiej Akademii Sztuk i Nauk. Otrzymał wiele nagród, w tym National Medal of Science (1991) i Outstanding Lifetime Contribution to Psychology Award od American Psychological Association (2003).

## Życie prywatne
Był żonaty z Margaret Miller.

## Prace
Opublikował między innymi książki Language and Communication (1951) i Plans and the Structure of Behavior (1960. Są one uważane za wpływowe. W 1980 w Polsce ukazała się w przekładzie Aldony Grzybowskiej i Adama Szewczyka książka Plany i struktura zachowania George’a Armitage’a Millera, Eugene’a Galantera i Karla H. Pribrama.